# Sexo por compasión
Pour plus de détails, voir Fiche technique et Distribution.
Sexo por compasión est un film mexicano-espagnol réalisé par Laura Mañá, sorti en 2000.
Le film a été sélectionné pour le Festival de Sundance en janvier 2001

## Fiche technique
- Titre : Sexo por compasión
- Réalisation : Laura Mañá
- Scénario : Laura Mañá
- Photographie :  Henner Hofmann
- Montage : Guillermo S. Maldonado (ca)
- Musique : Francisco Curiel, Francesc Gener (ca)
- Direction artistique : Marisa Pecanins
- Décors :
- Costumes :  Mónica Neumaier
- Effets spéciaux :  Jordi San Agustín
- Casting : Anna González
- Producteurs :  Fernando Cámara, Julio Fernández, Miguel Ángel González, Fina Torrente, Miguel Torrente, Cristina Zumárraga
- Producteur associé :  Albert Martinez Martin
- Producteurs exécutifs :  Carlos Fernández, J.K. Malou, Albert Martinez Martin
- Société de production :  Resonancia Productora, Sociedad General de Derechos Audiovisuales (SOGEDASA), Visual Grup S.L., Vía Digital
- Société de distribution : Filmax (Espagne), Colifilms Distribution (France)
- Pays d'origine :   Espagne |  Mexique
- Langue :  Espagnol
- Budget :
- Tournage :
- Format : Couleur et Noir et blanc — 2,35:1 — Son : DTS
- Genre : Comédie
- Durée : 109 minutes (1 h 49)
- Dates de sortie :
  -  Espagne : 30 juin 2000
  -  Canada : 10 septembre 2000 (Festival international du film de Toronto)
  -  Pays-Bas : 25 janvier 2001 (Festival international du film de Rotterdam)
  -  Allemagne : 9 février 2001 (Berlinale)
  -  États-Unis : 5 mai 2001 (Festival du film hispanique de Miami)
  -  Tchéquie : 5 juillet 2001 (Festival international du film de Karlovy Vary)
  -  France : 23 juin 2004

## Distribution
- Élisabeth Margoni : Lolita
- Álex Angulo : Pepe
- Pilar Bardem : Berta
- Juan Carlos Colombo (es) : Père Anselmo
- Carmen Salinas : La señora
- Mariola Fuentes : Floren
- Leticia Huijara : Leocadia
- Damián Alcázar : le puceau
- José Sancho : Manolo
- Eric Bonicatto : Fernando

## Récompenses et distinctions
- 2000 : Premier prix de la section officielle au troisième Festival du cinéma espagnol de Malaga
- 2000 : Prix du public au troisième Festival du cinéma espagnol de Malaga
- 2000 : Premio Mayahuel au Festival international du film de Guadalajara
- 2000 : Prix du public au Festival international du film de Guadalajara
- 2001 : Prix Sant Jordi de la meilleure première œuvre lors de la 45e édition des Prix Sant Jordi